# Гашева, Руфина Сергеевна
Руфи́на Серге́евна Га́шева (14 октября 1921, село Верхнечусовские Городки, Пермский уезд — 1 мая 2012, Москва) — штурман эскадрильи 46-го гвардейского ночного бомбардировочного авиационного полка 325-й ночной бомбардировочной авиационной дивизии 4-й воздушной армии 2-го Белорусского фронта (получившего название от немцев «Ночные ведьмы»), гвардии старший лейтенант. Герой Советского Союза (1945).

## Биография
Родилась 14 октября 1921 года в селе Верхнечусовские Городки Пермского уезда Пермской губернии (ныне — посёлок городского типа Чусовского района Пермского края) в семье учителя. В 1922 году семья переехала на родину матери в село Катунки Чкаловского района Горьковской области. В 1923 году, после смерти отца, Руфина вместе с матерью уехала на Урал.
В 1930 году приехала в Москву, где окончила пятилетку. Там же Гашева училась в школе снайперов и вступила в комсомол.
В 1941 году окончила 2 курса механико-математического факультета Московского государственного университета. На третьем курсе, в октябре 1941 года Гашева добилась назначения в полк лёгких ночных бомбардировщиков. В 1942 году Гашева окончила курсы штурманов при Энгельсской военной авиационной школе пилотов. Служила сначала в качестве штурмана самолёта, а затем штурмана эскадрильи.
К декабрю 1944 года Гашева совершила 823 боевых вылета, нанеся противнику значительный урон в боевой технике и живой силе. Дважды была сбита вражескими зенитчиками.
Указом Президиума Верховного Совета СССР от 23 февраля 1945 года гвардии старшему лейтенанту Гашевой Руфине Сергеевне «за образцовое выполнение боевых заданий командования на фронте борьбы с немецкими захватчиками и проявленные при этом отвагу и геройство» было присвоено звание Героя Советского Союза с вручением ордена Ленина и медали «Золотая Звезда» (№ 4853).

### После войны
В 1952 году окончила Военный институт иностранных языков. Работала старшим преподавателем английского языка в Военной академии бронетанковых войск до 1957 года. С 1956 года — в запасе, в звании майора.
После выхода в запас Руфина Гашева работала старшим контрольным редактором в издательстве МО СССР. Проживала в Москве и участвовала в патриотическом воспитании молодёжи.
Скончалась 1 мая 2012 года. Похоронена на Востряковском кладбище в Москве.

## Семья
Муж: Михаил Степанович Пляц, полковник авиации, в годы войны штурман звена 889-го ночного бомбардировочного авиационного полка.
- Сын: Пляц Владимир Михайлович (р. 1948) — генерал-майор, начальник департамента кадровой политики в специальных службах Управления по кадровым вопросам Администрации Президента Российской Федерации.

Памятная доска Гашевой Руфине Сергеевне

- Дочь: Пляц Марина Михайловна.

## Награды
- Медаль «Золотая Звезда» (№ 4853).
- Орден Ленина.
- Два ордена Красного Знамени.
- Два ордена Отечественной войны 1-й степени.
- Два ордена Красной Звезды.
- Медаль «За оборону Кавказа».
- Медаль «За победу над Германией в Великой Отечественной войне 1941—1945 гг.»
- Медаль «За освобождение Варшавы»

Воинские звания:
старший сержант (1942)
младший лейтенант (08.03.1943)
лейтенант (30.08.1943)
старший лейтенант (28.07.1944)
капитан (19.01.1948)
майор (25.10.1951)
подполковник запаса (27.04.2000)

## Память
Мемориальная доска лётчице Руфине Гашевой установлена в 2018 году в Москве, на доме 28, корпус 1 по Флотской улице.
- В 1985 году известный художник Сергей Бочаров написал с натуры большое полотно «Групповой портрет летчиц — Героев Советского Союза 46-го гвардейского ночного бомбардировочного авиационного Таманского Краснознамённого и ордена Суворова полка. Ночные ведьмы», холст, масло 200х250 см. На картине Гашева Р. С. справа сидит первая. Картина находится в собрании Музея авиации и космонавтики в Москве.